# 스테판 안데르센
스테판 마이고 안데르센 (Stephan Maigaard Andersen, 1981년 11월 26일, 코펜하겐 ~)는 덴마크의 전 축구 선수이다.